# زتا² تلمبه
زتا² تلمبه یک ستاره است که در صورت فلکی تلمبه قرار دارد.